# Serguei Slonimski
Serguei Slonimski (polonès: Siergiej Michajłowicz Słonimski)  (Sant Petersburg, 12 d'agost de 1932 - Sant Petersburg, 9 de febrer de 2020) fou un compositor, pianista i musicòleg rus i soviètic.
Era fill de l'escriptor soviètic Mikhaïl Slonimski i nebot del compositor russoestatunidenc Nicolas Slonimsky. Va estudiar al "Musical College" de Moscou des de 1943 fins a 1950. A partir de 1950 Slonimski es trobava al Conservatori de Leningrad. Va estudiar composició sota Borís Aràpov, Vissarion Xebalín i Orest Ievlàkhov, polifonia sota Nicolai Uspensky i el piano sota Anna Artobolévskaia, Samari Savxinski i Vladímir Nielsen. Slonimski era professor al Conservatori de Sant Petersburg. Mentre que la majoria dels seus estudiants eren russos, Slonimski ensenyà a un gran percentatge dels estudiants de composició internacional del Conservatori procedents de països com ara Colòmbia, Corea, Xina, Itàlia, Alemanya, Iran i els Estats Units.
Serguei Slonimski va compondre més d'un centenar de peces: 5 òperes, 2 ballets, 34 simfonies i treballs en tots els gèneres de música de cambra, vocal, coral, de teatre i de cinema, incloent Pesn 'Volnitsy ("The Songs of Freedom", per a mezzosoprano, Baríton i orquestra simfònica basada en cançons populars russes, 1962), Una veu del cor, una cantata de poemes d'Aleksandr Blok, Concerto-Buffo, Concert per a piano ("Rapsòdia jueva"), Concert per a violoncel, 24 preludis i fugues, etc.
Principalment eclèctic, va experimentar amb un estil folklòric, així com amb tècniques de 12 tons i noves formes de notacions. També va utilitzar formes i estils de jazz i música neoromàntica.

## Òperes
- Virinea, una òpera en 7 escenes. Llibret de S. Tsenin després de la novel·la de Lídia Nikolàievna Seifúl·lina (1967)
- Ioann the Terrible's, visió de tragèdia russa en 13 visions amb 3 epílegs i obertura. Llibret de Ya. Gordin després de documents històrics (1970)
- Tsar Iksion, de Tsar Iksion després del mite i la tragèdia antigues d'Innokenti Ànnenski. El llibret de S. Slonimski (1970) es va estrenar el 31 de gener de 1981 a Kúibixev.
- Mary Stuart, una òpera de balades en 3 actes. Llibret de Y. Gordin després de la novel·la de Stefan Zweig (1980)
- Master and Margarita, una òpera de cambra en 3 actes. Llibret de Y. Dimitrin i V. Fialkovsky després de la novel·la de Mikhaïl Bulgàkov (1970), (1985)
- Hamlet, dramma per musica, dramma per musica en 3 actes. Llibret de Ya. Gordin i S. Slonimsky després de la tragèdia de Shakespeare traduïda per Borís Pasternak (1990)

## Ballets
- Ikarus, un ballet de 3 actes. Llibret de Y. Slonimsky després d'un antic mite grec (1971)
- Magic nut, ballet, llibret de Michael Shemjakin de 2005, estrena 14 de maig de 2005 Teatre Mariïnski

## Filmografia seleccionada
- The Republic of ShKID (1966)
- Mysterious Wall (1967)
- Summer Impressions of Planet Z (1986)
- Tomorrow Was the War (1987).